# 油尖旺南
油尖旺南（英語：Yau Tsim Mong South，代號E1）是香港油尖旺區議會下轄的選區，2023年設立，定為雙議席選區。

## 範圍
現時選區包括尖沙咀、油麻地、京士柏及西九龍，東至東鐵線，北至登打士街附近，與其接壤的選區有油尖旺北以及九龍城區議會的九龍城南選區。
投票站設有八個，分別位於九龍公園體育館、Union Square栢基國際幼稚園（九龍）、東莞同鄉會方樹泉學校、油蔴地天主教小學（海泓道）、東華三院羅裕積小學、油蔴地街坊會學校、佐敦道官立小學、德信學校。

## 沿革
2023年香港選舉改革將區議會所有單議席選區取消，油尖旺區定為兩個雙議席選區，共選出四席民選議員。油尖旺南選區由原有單議席的尖沙咀西、九龍站、佐敦西、油麻地南、富榮、油麻地北、尖東及京士柏、佐敦北、佐敦南、尖沙咀中選區合併而成。
2023年區議會選舉，估算人口有142,382人，選民有61,294人，吸引到六人參選。

## 歷屆議員
| 選區名稱 | 屆別           | 議員   | 政治聯繫 | 政治聯繫 | 議員   | 政治聯繫 | 政治聯繫  |
| -------- | -------------- | ------ | -------- | -------- | ------ | -------- | --------- |
| 油尖旺南 | 2024年－2027年 | 葉傲冬 |          | 民建聯   | 關煒曦 |          | 九 九社聯 |

## 歷屆選舉結果
| 政党   | 政党         | 候选人    | 票数  | %      | ± |
| ------ | ------------ | --------- | ----- | ------ | - |
|        | 獨立         | ①. 艾歷斯 | 968   | 5.88%  |   |
|        | 民建聯       | ②. 葉傲冬 | 6,321 | 38.42% |   |
|        | 新民黨       | ③. 白俊達 | 778   | 4.73%  |   |
|        | 獨立         | ④. 陶淳潁 | 1,628 | 9.89%  |   |
|        | 九龍社團聯會 | ⑤. 關煒曦 | 6,505 | 39.54% |   |
|        | 獨立         | ⑥. 孫逸仙 | 253   | 1.54%  |   |
| 多数票 | 多数票       | 多数票    | 4,693 | 28.52% |   |

## 資料來源
1. ↑   (PDF).   [2023年8月23日]. （原始内容 (PDF)存档于2023年8月5日） （繁体中文）.
2. ↑   (PDF).   [2023年11月17日].
3. ↑   (PDF). 選舉管理委員會. 2023-07-11  [2023-08-23]. （原始内容存档 (PDF)于2023-10-14）.
4. ↑   (PDF).   [2023-11-17]. （原始内容存档 (PDF)于2023-11-16）.
5. ↑   (PDF).   [2023-08-23]. （原始内容存档 (PDF)于2023-08-05）.
6. ↑   (PDF).   [2023-11-17]. （原始内容存档 (PDF)于2024-01-03）.